# Кероль (Франция)
Керо́ль (фр. Cayrols, окс. Cairòls) — коммуна во Франции, находится в регионе Овернь. Департамент — Канталь. Входит в состав кантона Сен-Маме-ла-Сальвета. Округ коммуны — Орийак.
Код INSEE коммуны — 15030.
Коммуна расположена приблизительно в 450 км к югу от Парижа, в 125 км юго-западнее Клермон-Феррана, в 20 км к юго-западу от Орийака.

## Население
Население коммуны на 2008 год составляло 241 человек.
| 1962 | 1968 | 1975 | 1982 | 1990 | 1999 | 2008 |
| ---- | ---- | ---- | ---- | ---- | ---- | ---- |
| 274  | 296  | 250  | 229  | 226  | 227  | 241  |

## Экономика
В 2007 году среди 148 человек в трудоспособном возрасте (15—64 лет) 111 были экономически активными, 37 — неактивными (показатель активности — 75,0 %, в 1999 году было 69,0 %). Из 111 активных работали 99 человек (64 мужчины и 35 женщин), безработных было 12 (2 мужчин и 10 женщин). Среди 37 неактивных 7 человек были учениками или студентами, 14 — пенсионерами, 16 были неактивными по другим причинам.